# Morris (Oklahoma)
Morris és una ciutat dels Estats Units a l'estat d'Oklahoma. Segons el cens del 2000 tenia 1.294 habitants.

## Demografia
Segons el cens del 2000, Morris tenia 1.294 habitants, 475 habitatges, i 351 famílies. La densitat de població era de 454,2 habitants per km².
Dels 475 habitatges en un 39,8% hi vivien nens de menys de 18 anys, en un 56,4% hi vivien parelles casades, en un 13,1% dones solteres, i en un 25,9% no eren unitats familiars. En el 24,2% dels habitatges hi vivien persones soles el 12% de les quals corresponia a persones de 65 anys o més que vivien soles. El nombre mitjà de persones vivint en cada habitatge era de 2,72 i el nombre mitjà de persones que vivien en cada família era de 3,24.
Per edats la població es repartia de la següent manera: un 31% tenia menys de 18 anys, un 8,8% entre 18 i 24, un 27,4% entre 25 i 44, un 19,4% de 45 a 60 i un 13,4% 65 anys o més.
L'edat mediana era de 34 anys. Per cada 100 dones de 18 o més anys hi havia 85,3 homes.
La renda mediana per habitatge era de 29.917 $ i la renda mediana per família de 34.943 $. Els homes tenien una renda mediana de 28.295 $ mentre que les dones 20.938 $. La renda per capita de la població era de 12.904 $. Entorn de l'11,2% de les famílies i el 15,3% de la població estaven per davall del llindar de pobresa.

## Poblacions més properes
El següent diagrama mostra les poblacions més properes.